# Tali Golergant

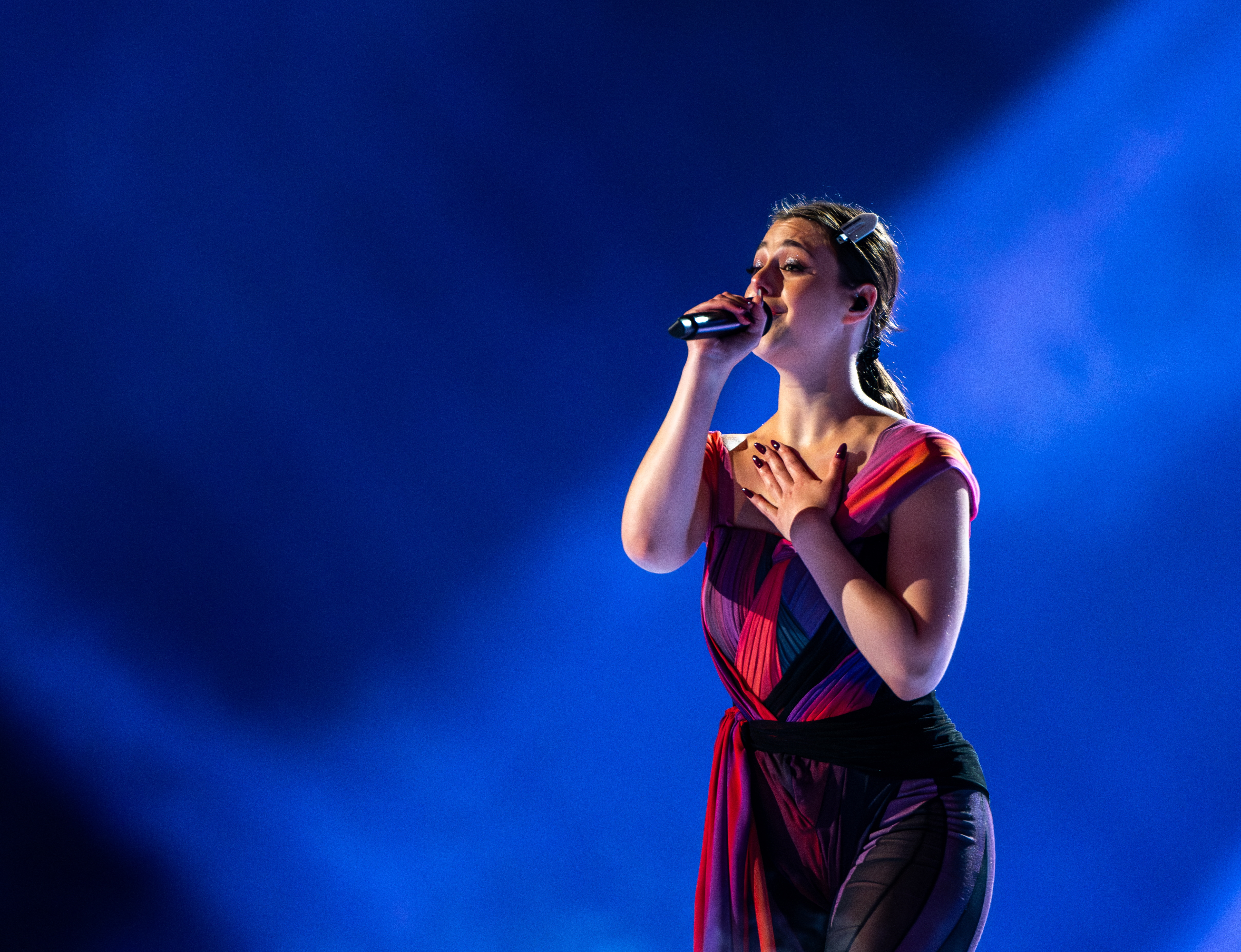
Tali Golergant (2024)

Tali Golergant (* 26. November 2000 in Jerusalem, Israel), bekannt als Tali, ist eine luxemburgische Sängerin. Sie vertrat Luxemburg mit ihrem Lied Fighter beim Eurovision Song Contest 2024 in Malmö.

## Leben und Karriere
Tali wurde als Tochter eines jüdischen Vaters aus Peru und einer israelischen Mutter in Jerusalem geboren. Wegen der Arbeit ihres Vaters zog die Familie in ihrer Kindheit mehrfach um, unter anderem nach Argentinien und Chile, bevor sie sich in Luxemburg niederließ. Mit sieben Jahren lernte Tali Klavierspielen, mit 12 Jahren begann sie zu singen, Theater zu spielen und Lieder zu schreiben.
Nach ihrem Abschluss an der International School of Luxembourg ging Tali in die USA, um dort am Marymount Manhattan College in New York Musiktheater zu studieren. Mit ihrer Band tritt sie regelmäßig an verschiedenen Veranstaltungsorten in New York auf. 2020 veröffentlichte sie ihre erste Single, Temporary, 2021 folgte die erste EP, Lose You.
Neben ihrer Tätigkeit als Sängerin arbeitet sie auch als Gesangslehrerin, spielt im Theater und Musical mit und hatte eine Rolle in dem Kurzfilm Agua.
Im Dezember 2023 wurde bekanntgegeben, dass Tali am Luxembourg Song Contest, dem luxemburgischen Vorentscheid für den Eurovision Song Contest 2024, teilnehmen würde. Im Finale am 27. Januar 2024 belegte sie bei der Jury den ersten und bei der Zuschauerabstimmung den zweiten Platz, sodass sie mit insgesamt 178 Punkten den Vorentscheid für sich gewinnen konnte. Am 11. Mai 2024 vertrat sie Luxemburg mit ihrem Lied Fighter beim Eurovision Song Contest 2024 in Malmö. Dabei erreichte sie insgesamt 103 Punkte und landete auf dem 13. Platz.

## Diskografie

### EPs
- 2021: Lose You
- 2025: Wander

### Singles
- 2020: Temporary
- 2020: By the Ivory
- 2020: Mountains Between Us
- 2021: Lose You
- 2021: At All
- 2022: Garden of Eden
- 2023: Dancing Alone
- 2024: Fighter
- 2025: Dear Parents
- 2025: So Far So Good (mit Sean Biopcik)